# Pierre Pringuet

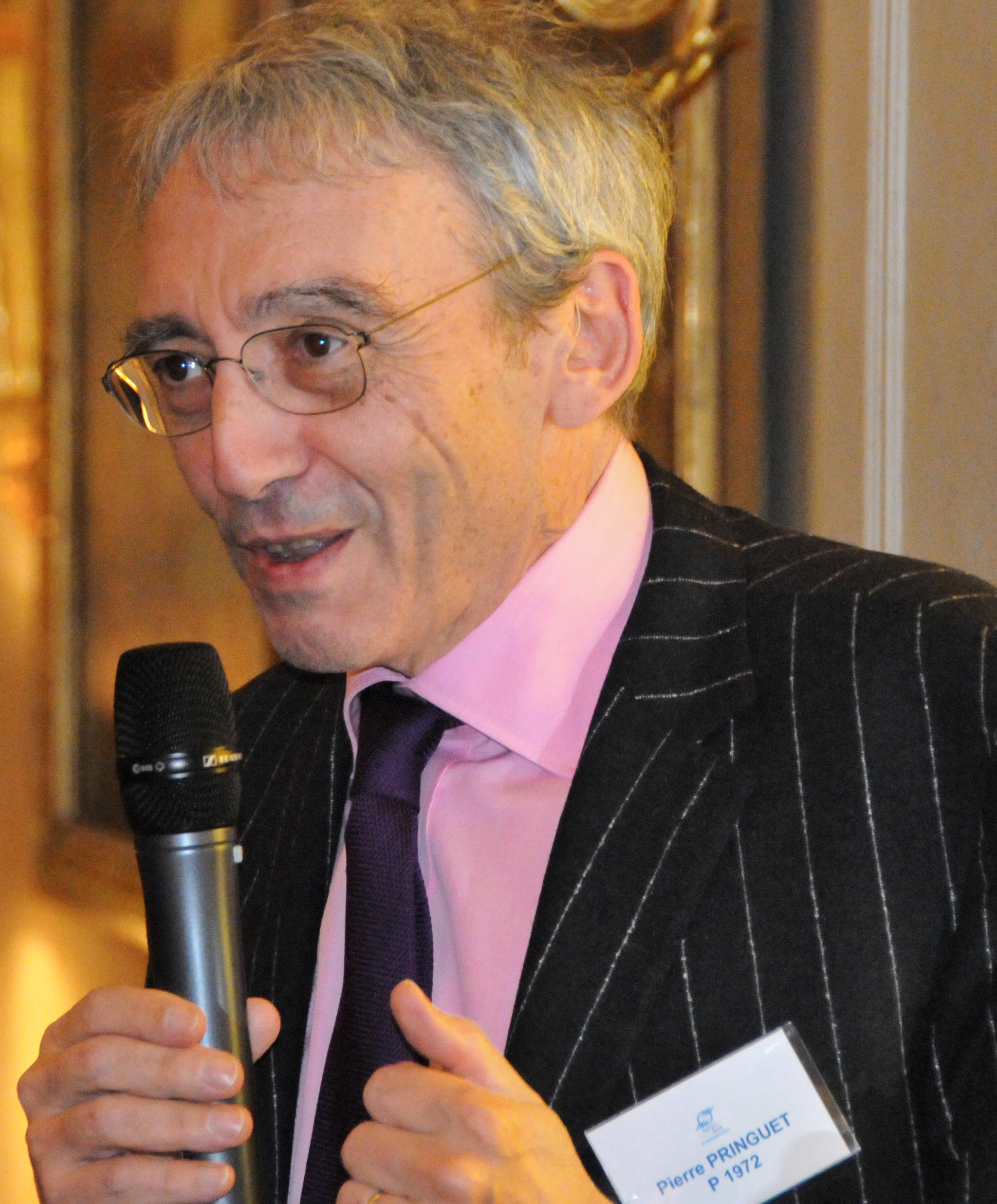
Pierre Pringuet

Pierre Pringuet (* 31. Januar 1950 in Paris) ist ein französischer Manager.

## Leben
Pringuet wurde an der École polytechnique zum Ingenieur ausgebildet. Von November 2008 bis Februar 2015 leitete er als CEO das französische Unternehmen Pernod Ricard.